# Coelorhachis heineri
Coelorhachis heineri là một loài tò vò trong họ Ichneumonidae.